# هنري بوفير
هنري بوفير (بالفرنسية: Henri Bouvier)‏ هو سباح فرنسي، ولد في 1901.

## روابط خارجية
- هنري بوفير على موقع اللجنة الأولمبية الدولية (الإنجليزية)
- هنري بوفير على موقع أوليمبيديا (الإنجليزية)